# Shelley Jackson

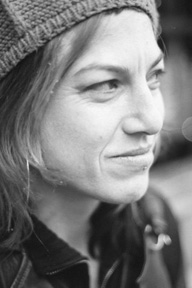
Shelley Jackson 2005 in New York

Shelley Jackson (* 1963) ist eine US-amerikanische Schriftstellerin und Künstlerin, welche bekannt ist für ihre genreübergreifenden Experimente, einschließlich ihres Hyperfiction-Werks Patchwork Girl (1995). 2002 veröffentlichte sie unter anderem Kurzgeschichten, The Melancholy of Anatomy, und 2006 einen Roman, Half Life.

## Leben
Shelley Jackson wurde im Jahr 1963 auf den Philippinen geboren, wuchs jedoch in Berkeley, Kalifornien auf. Dort hatten ihre Eltern für mehrere Jahre einen kleinen Buchladen für Frauen. Später erinnerte sie sich: "I was already in love with books by then....and the family store just confirmed what I already suspected, that books were the most interesting and important things in the world. Of course I wanted to write them!". Sie absolvierte die Berkeley High School und erhielt ihren Bachelor of Arts an der Stanford-Universität. Danach machte Shelley Jackson noch den Master of Fine Arts für Kreatives Schreiben an der Brown-Universität. Sie beschreibt sich selbst als einen "student in the art of digression". 1987 heiratete Shelley Jackson den Autor Jonathan Lethem, von dem sie 1998 wieder geschieden wurde. Sie hat an der New School in New York City gelehrt.

## Patchwork Girlund Hypertext-Literatur
Während ihrer Zeit an der Brown-Universität wurde sie von den Vertretern der elektronischen Literatur, Robert Coover und George Landow unterrichtet. Während einer von Landows Vorlesungen im Jahr 1993 begann Shelley Jackson eine nackte Frau mit Narben in Form von gepunkteten Linien in ihr Notizbuch zu malen. Dieses Bild expandierte später zu ihrem ersten Hypertext Roman namens Patchwork Girl. Später erklärte sie, warum sie Patchwork Girl nie in Druckform herausgeben wollte:

„I guess you could say I want my fiction to be more like a world full of things that you can wander around in, rather than a record or memory of those wanderings. The quilt and graveyard sections [of the hypertext], where a concrete metaphor that resonates with the themes of the work creates a literary structure, satisfy me in a very corporeal way. I salivate, my fingers itch.“

Als nicht-chronologische Neuinterpretation von Mary Shelleys Frankenstein wurde Patchwork Girl 1995 von Eastgate Systems herausgegeben und zu deren am besten verkauften CD-ROM-Titel, als Hybrid-CD. Heute gilt Patchwork Girl als bahnbrechendes Werk der Hyperfiction. Marie-Laure Ryan schreibt zu Patchwork Girl, dass das Klicken des Lesers die Arbeit an einem Quilt symbolisiert und das Thema des Quiltens wiederum als eine Allegorie des postmodernen Erzählens gelesen werden kann, bei dem ein Text aus disparaten Elementen zusammengesetzt wird, die an anderer Stelle schon einmal verwendet worden sind. Ryan findet viele intertextuelle Anspielungen und meint, dass Patchwork Girl sich dadurch auszeichnet, dass über die Natur dieses Mediums sowohl in den erzählerischen Teilen als auch in Form von theoretischen Überlegungen reflektiert wird. Darüber hinaus ahme das symbolische Sticken des Lesers die Handlungen der beiden weiblichen Figuren nach. Die Heldin Mary Shelley stellt aus Körperteilen verschiedener Frauen ein weibliches Monster her. Und die Arbeit der Autorin wiederum werde insofern nachgeahmt, als Jackson für das Monster eine narrative Identität schaffe, die aus den Geschichten derjenigen Frauen konstruiert wird, aus deren Körpern die fiktive Mary Shelley ihr Monster zusammenfügt.
Während ihrer Arbeit in einem Buchladen in San Francisco, Kalifornien brachte sie noch zwei weitere Hypertext Werke heraus. Zum einen das autobiografische My Body(1997) und The Doll Games(2001), welches sie mit ihrer Schwester Pamela schrieb.

## Kurzgeschichten
In den späten Neunzigern endete Shelley Jackson mit der Erstellung von Hypertexten zu Gunsten von Kurzgeschichten (wie z. B. die Publikationen The Paris Review oder Conjunctions) und Kinderbüchern. Später entwarf sie den Umschlag und die inneren Illustrationen für die zwei Kurzgeschichten-Sammlungen Stranger Things Happen (2001) und Magic For Beginners (2005) von Kelly Link.
Im Jahr 2002 veröffentlichte sie ihre erste Kurzgeschichtensammlung The Melancholy of Anatomy. Ein Jahr später startete Shelley Jackson ihr Skin Project, welches sie als "mortal work of art" bezeichnete: eine Kurzgeschichte, welche ausschließlich in Form von Tattoos auf die Haut von Freiwilligen geschrieben wurde, wobei jeder nur ein Wort bekam.

## Roman
Ihr Roman Half Life handelt von einem enttäuschten siamesischen Zwilling namens Nora Olney, die den Mord an ihrem anderen Zwilling plant. Half Life wurde 2006 bei HarperCollins veröffentlicht und gewann 2006 den James Tiptree, Jr. Award für Science-Fiction und fantasy.

## Werke

### Hypertexte
- Patchwork Girl[9] (1995)
- My Body (1997)
- The Doll Games (mit Pamela Jackson, 2001)

### Bücher
- Do You Know Me (Kinder Buch illustration 1993)
- The Old Woman and The Wave (Kinder Buch, 1998)
- Sophia, the Alchemist's Dog (Kinder Buch, 2001)
- The Melancholy of Anatomy (Kurzgeschichtensammlung, 2002)[10]
- Half Life (Roman, 2006)

### Andere Projekte
- Skin (Beginn 2003)
- Musée Mécanique
- The Putti
- Wrestlemania
- Hagfish, Worm, Kakapo.